# Jules Lentrein
Jules Lentrein (né à Schaerbeek en 1875 et y décédé en 1943) était un peintre, aquarelliste et lithographe belge.

## Biographie
Jules Lentrein a été élève au cours de peinture, d'aquarelle et de lithographie à l'Académie royale des beaux-arts de Bruxelles. Ses œuvres sont principalement des peintures marines, des vues de villes, et des paysages de campagne. Il réalisa également quelques portraits et intérieurs d'églises.
Dans les années 1920, Jules Lentrein réalisa ainsi un portrait de femme montrant une dame élégante portant des somptueux bijoux. En 2011, le portrait alors en possession de Jean-Noel Cabanettes fut identifié comme étant celui de la princesse Irina Alexandrovna de Russie par Art Deco Society of California. 

## Exposition
- Exposition de la Lithographie Belge Contemporaine - Bibliothèque royale de Belgique, Bruxelles, 1931

## Œuvres
- À la plage (aquarelle)
- Après le bain (aquarelle)
- Bateau de pêche près de l'estacade au soleil couchant
- Fleur parmi les fleurs (aquarelle)
- Intérieur d'église (fusain)
- La baigneuse
- La lecture en bord de mer
- La minque à Ostende
- La toilette (aquarelle - 1930)
- L'arc-en ciel - scène de duel
- Le départ du Mercator à Nieuwpoort
- Le marin réparant son bateau
- Le port d'Ostende
- Le réveil
- L'entrée de l'ancien Château de Karreveld
- L'estacade à Ostende
- Maisons au bord de l'eau à Bruges
- Méandre de l'Escaut
- Méandre d'une rivière
- Moulin à eau avec village au fond
- Nature morte (aquarelle)
- Nus à la barque (huile)
- Paquebot dans le port d'Anvers
- Pêcheur de crevettes
- Petite fille sur la plage (huile)
- Place de la Concorde (aquarelle)
- Plage animée (huile)
- Portrait (supposé) de la princesse Irina Alexandrovna de Russie[2]
- Quai
- Scène galante
- Vase de fleurs (huile)
- Vase de fleurs sur une table (aquarelle)
- Vue de la Seine
- Vue de l'Escaut avec des personnages sur la berge
- Vue de plage
- Vue d'un parc